# Bill Bourke
William Meskill "Bill" Bourke (2 de junio de 1913 – 22 de mayo de 1981) fue un político australiano.

## Primeros años
Nació el 2 de junio de 1913 en North Carlton, Melbourne, hijo de William Bourke, clicker de botas, y su esposa Eileen Norah (de soltera Eileen Meskill), ambos nacidos en Melbourne. Bill asistió a la escuela de los Hermanos Cristianos en Middle Park y St Kevin's College, (East Melbourne). Mientras estudiaba en la Universidad de Melbourne (BA Hons, 1934; MA, LL B, 1936), donde tenía una beca de Newman College, se unió a National Trustees, Executors & Agency Co. of Australasia Ltd como empleado. Fue admitido para ejercer como barrister y solicitor el 1 de marzo de 1938. 
Participó en la Segunda Guerra Mundial, sirviendo en el Ejército de Tierra australiano desde el 11 de marzo de 1942. Se sometió a entrenamiento de artillería antes de ser enviado al cuartel general del Primer Ejército en Toowoomba, Queensland, en mayo de 1943. Ascendido a cabo en enero de 1944, fue dado de baja el 1 de marzo. 
En la capilla del Newman College el 14 de julio de 1945 se casó con los ritos católicos Nancy Honor Maria Hanrahan, una maestra de escuela. Trabajó como abogado sucesivamente en South Melbourne, en la misma capital y finalmente Prahran, mientras ayudaba a la empresa de limpieza en seco de su familia, Bancrofts Pty Ltd.

## Carrera política
Con su formación educada y acomodada, era un candidato laborista atípico cuando se presentó sin éxito a tres elecciones estatales y federales entre 1946 y 1948. Por fin, el 10 de diciembre de 1949, en las elecciones federales de 1949 representando al Partido Laborista Australiano, ganó el tan ansiado escaño de Fawkner en la Cámara de Representantes.
Bourke fue un miembro activo del parlamento. Descrito como "un hombre alto y reservado", brilló como uno de los pocos intelectuales laboristas, hablando en tono monocorde y poco emotivo que "podría haber estado leyendo un horario ferroviario". Se concentró en cuestiones económicas e internacionales. Aunque no era miembro del Movimiento Católico de Estudios Sociales, en su anticomunismo Bourke mostró una rigidez de pensamiento que ayudó a empujar al Partido Laborista Australiano a sus años más convulsos. Su postulado en el referéndum de 1951 para proscribir el comunismo fue utilizado más tarde en su contra por el ala más a la izquierda del Partido Laborista, al igual que sus aparentos de introducirse en el Australian Country Party (ACP).
El 22 de septiembre de 1954, Bourke sorprendió cuando describió a Herbert Vere Evatt como el "mayor activo" de los comunistas. En represalia, el 5 de octubre Evatt atacó dicho posicionamiento, así como la deslealtad de "un pequeño grupo minoritario de miembros laboristas, ubicado particularmente en Victoria". Posteriormente nombró a Keon, Mullens y Bourke como miembros que eran particularmente desleales.
Debido a sus disensiones, fue expulsado del Partido Laborista en abril de 1955 por pertenecer a los Grupos Industriales (Groupers), fundando el Partido Laborista Australiano (Anticomunista), junto con otros seis colegas de Victoria expulsados. Durante el resto de su cargo y hasta que perdió el escaño el 10 de diciembre de 1955, atacó "el patético estado" del ALP, "corroído y corrompido y dividido por el evatismo".
Fue derrotado en las elecciones de 1955 por el rival del ALP, Peter Howson, por solo 1 747 votos. Durante el resto de su mandato atacó "el patético estado" de la ALP, "corroído y corrompido y dividido por el evatismo".

## Últimos años
Su partido, fundado en 1955, fue rebautizado en 1957 como Partido Democrático Laborista (DPL). Bourke fue derrotado por un margen muy superior en 1958 y se convenció de poner fin a su etapa política, aunque en 1959 y 1960 atacó públicamente a B. A. Santamaría por intentar controlar el DPL. En 1968 dejó de ejercer la abogacía. Compró una granja en Jamieson, que dirigía con uno de sus hijos. Sus pasatiempos incluían montar a caballo en el monte, cultivar plantas autóctonas y coleccionar pinturas de artistas australianos para su casa de Toorak. Sobrevivido por su esposa, sus tres hijas y dos hijos, murió de cáncer el 22 de mayo de 1981 en Fitzroy y fue enterrado en el cementerio general de Melbourne.

## Cargos
| Parlamento australiano  | |                       |
| Predecesor: Harold Holt | Miembro del Parlamento australiano por la División de Fawkner 10 de diciembre de 1949 10 de diciembre de 1955 | Sucesor: Peter Howson |